# Louis Vernet
Pour les articles homonymes, voir Vernet.
Louis Vernet, né le 5 mai 1870 à Doranges (Puy-de-Dôme) et mort le 19 mars 1946 à Choisy-au-Bac (Oise), est un archer français.

## Biographie
Louis Vernet participe à des épreuves de tir à l'arc aux Jeux olympiques d'été de 1908 à Londres. Terminant vingtième en Double York round, il remporte la médaille d'argent en style continental.